# Мельничата (Котельницький район)
Мельнича́та (рос. Мельничата) — присілок у складі Котельницького району Кіровської області, Росія. Входить до складу Вишкільського сільського поселення.
Населення становить 1 особа (2010, 1 у 2002).
Національний склад станом на 2002 рік — росіяни 100 %.